# Гуго III де Пюизе
Гуго III де Пюизе (фр. Hugues III du Puiset; ок. 1091 — 1132, Палестина) — сеньор Пюизе, граф Корбея, виконт Шартра.

## Биография
Родился около 1091 года. Сын Эрара III, сеньора Пюизе и виконта Шартра, умершего в Палестине в 1099 году, и его жены Аделаиды де Корбей.
После смерти Эрара III его владениями управлял брат — Гуго II, будущий граф Яффы. В 1106 году он тоже отправился в Святую землю, и сеньором Пюизе стал Гуго III, находившийся под опекой Тибо д’Этампа.
Чуть повзрослев, он во главе вооружённого отряда стал заниматься грабежом окрестных владений, в том числе в графстве Шартр. Был заочно осуждён королевским трибуналом и, осаждённый в своей крепости Пюизе, сдался (1111 год). Содержался в замке Шато-Ландон.
После смерти Эда — брата матери, унаследовал графство Корбей (1112 год). Уступил его королю Людовику VI в обмен на освобождение.
После этого снова собрал вооружённый отряд и, воспользовавшись тем, что король отправился в поход во Фландрию, напал на город Тури. Людовик VI развернул своё войско, и Гуго III де Пюизе снова оказался в заключении.
Был освобождён при условии, что отправится в Святую землю, что и сделал в 1128 году. Умер в Палестине в 1132 году.

## Семья
Гуго III де Пюизе с 1104 года был женат на Агнес де Блуа (ум. 1129), дочери графа Блуа и Шартра Этьена II. Дети:
- Эрар IV, сеньор Пюизе, виконт Шартра
- Бушар (ум. 1186), архидиакон в Орлеане
- Гуго (ум. 3 марта 1195), с 1153 епископ Дарема.